# Bianca Santana
Pour les articles homonymes, voir Santana.
Bianca Santana (São Paulo, 1984) est une journaliste, tarologue et écrivaine brésilienne. Elle a écrit Quando me descobri negra, qui a remporté le Prix Jabuti dans la catégorie « Illustration » en 2016.
Diplômée de journalisme à la Faculdade Cásper Líbero, où elle a aussi enseigné, elle est maître en Éducation à l'Universidade de São Paulo. Elle a recherché les ressources éducatives libres; sur ce sujet, elle a d'ailleurs co-organisé Recursos Educacionais Abertos:práticas colaborativas e políticas públicas.
Elle a été considérée une « Inspiration féminine » en 2015 et 2016, dans le domaine de la littérature, par le projet féministe Think Olga,. Elle est une militante féministe.

## Publications
- Quando me descobri negra (2015).
- Recursos Educacionais Abertos:práticas colaborativas e políticas públicas (2012), co-organisatrice.